# Brenzone sul Garda
Brenzone sul Garda este o comună din provincia Verona, regiunea Veneto, Italia, cu o populație de 2.451 locuitori (1 ianuarie 2023) și o suprafață de 51,59 km².

## Demografie
Brenzone sul Garda - evoluția demografică

|  | Graficele sunt indisponibile din cauza unor probleme tehnice. Mai multe informații se găsesc la Phabricator și la wiki-ul MediaWiki. |

Date: Recensăminte sau birourile de statistică - grafică realizată de Wikipedia